# 베로니카, 죽기로 결심하다 (2009년 영화)
《베로니카, 죽기로 결심하다》(영어: Veronika Decides to Die)는 2009년 공개된 미국의 심리 드라마 영화이다.

## 출연진
- 세라 미셸 겔러
- 조너선 터커
- 에리카 크리스턴슨
- 플로렌치아 로자노
- 멀리사 리오
- 데이비드 슐리스
- 에이드리언 마티네즈
- 에리카 김플
- 매슈 콜스
- 바르바라 주코바
- 홀터 그레이엄
- 워드 호턴

## 기타 제작진
- 배역: 시그 더미겔, 스티븐 빈센트
- 의상: 프랭크 L. 플레밍